# 日本の鉄道開業

錦絵に描かれた開業当初の鉄道（横浜）

日本の鉄道開業（にっぽんのてつどうかいぎょう）では、日本初の鉄道路線である新橋停車場（のちの汐留駅） - 横浜停車場（現：桜木町駅）間が、1872年10月14日（明治5年9月12日 (旧暦)）の正式開業を迎えるまでについて記す。

## 日本人の鉄道視察

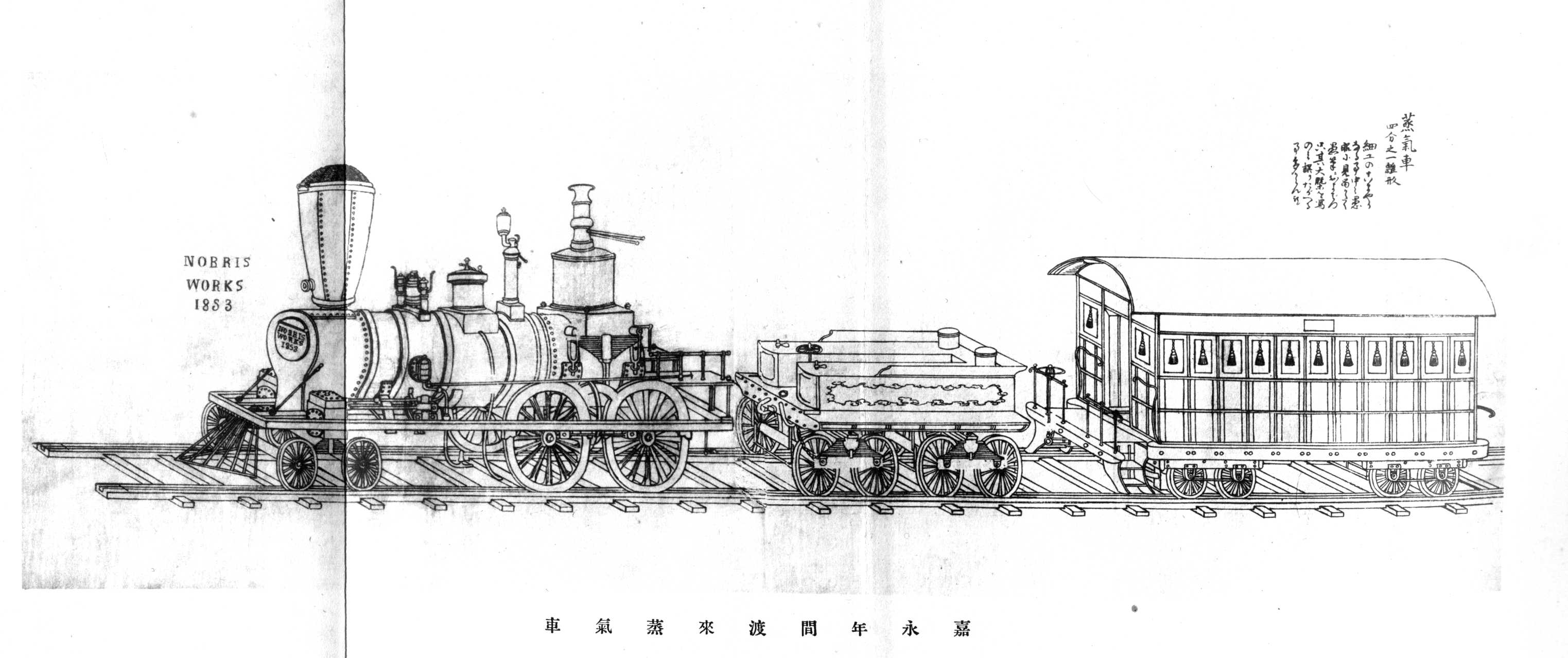
マシュー・ペリーの機関車模型の絵図

1825年、イギリスのストックトン - ダーリントン間で蒸気機関車を用いた貨物鉄道（ストックトン・アンド・ダーリントン鉄道）の運行が開始され、1830年にはリヴァプール - マンチェスター間に旅客鉄道（リバプール・アンド・マンチェスター鉄道）も開業した。当時の日本は江戸時代後期の文政年間で、日本人がイギリスの鉄道開業を知ったのは1840年代（天保年間）である。
日本人で鉄道に乗ったことが分かっている最初の人物は、太平洋で漂流してアメリカ合衆国の船に救われ、10年にわたりアメリカで生活したジョン万次郎（中浜万次郎）であり、1845年（弘化2年）のことである。
1853年（嘉永6年）にはロシア帝国のエフィム・プチャーチンが長崎に来航し、船上で蒸気機関車の鉄道模型を日本人に見せ、詳しい解説を行なった。翌年にはアメリカ海軍のマシュー・ペリー率いる艦隊が前年に続いて日本を訪れ（黒船来航）、江戸幕府に献上した品物には大型の鉄道模型があり、日本の儒学者・河田八之助（迪斎）を屋根に乗せて時速約20マイル（32 km）のスピードで走ったと記録されている。この時の様子は、ペリーの遠征記と河田の日記の双方に書かれている。外国人の目からは、速度を増す模型に振り落とされまいとしがみつく姿が滑稽に描かれている。一方、河田による記述は汽車を機械としてよく観察していることがわかる（「阿部正弘と日米和親条約」展 図録より）。

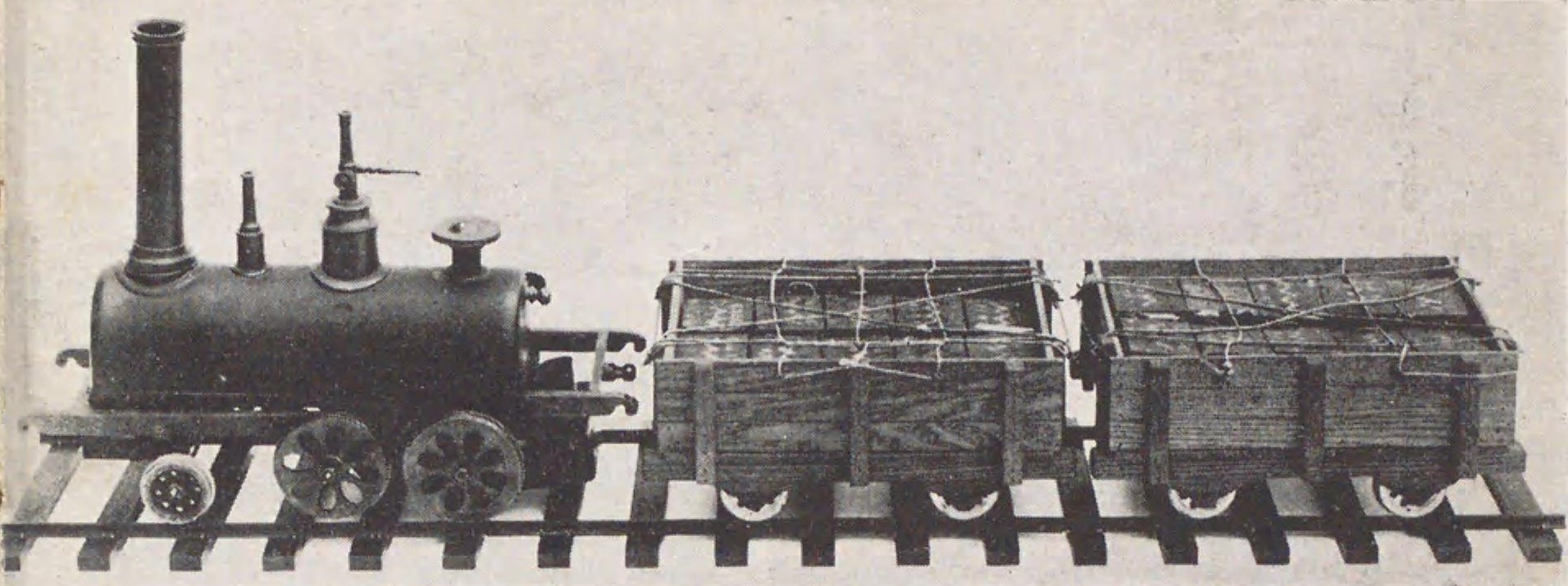
佐賀藩の田中久重らが作った蒸気機関車の雛型

西洋の科学技術導入に熱心であった佐賀藩ではこの模型に特に興味を示し、1855年（安政2年）には田中久重（からくり儀右衛門）と重臣や藩校の者の手によって、全長27 cmほどの、アルコール燃料で動作する模型機関車を完成させている。模型とはいえ、日本人が初めて作った機関車であった。
さらに1858年（安政5年）には、イギリスが中国の鉄道（当時は清）で使用する予定であった762 mm軌間の本物の蒸気機関車が長崎へ持ち込まれ、1か月間にわたってデモ走行も行った。
1869年（明治2年）には、北海道の茅沼炭鉱にて炭鉱軌道（茅沼炭鉱軌道）が運行を開始した。鉄道とはいっても、鉄板で補強した木のレールを使用し、牛馬で運行していたものであった。これを日本の鉄道の最初とする説もある。

## 鉄道敷設計画の誕生
鉄道の敷設計画は前記の影響を受け、幕末には既に薩摩藩や佐賀藩、江戸幕府などを中心にいくらか出てきたが、具体的になったのは明治維新後まもなくの頃である。
当時アジアでは日本やタイ王国などの一部を除いて欧米列強による植民地化が進んでいた。明治政府はそれを回避するために富国強兵を推し進めて近代国家を整備することを目標にしていたが、西洋を範とした近代化を一般国民の目に見える形とするため、鉄道の建設を行うことにしたのである。また、元々日本では海上交通（海運）が栄えていたものの、水面のない内陸部では陸上交通の効率化が不可欠であった。
当初は太平洋側の主要都市である三府（東京と京都、大阪）と、幕末の開国以降に貿易港として重要になった神戸の間、さらに日本海側の港湾都市であった敦賀へ、琵琶湖東岸の米原から分岐して至る路線を敷設しようとしていた。この頃は版籍奉還から廃藩置県に伴い、明治政府が約2400万両（現在の貨幣価値でおよそ5600億円）もの各藩負債を肩代わりすることになったため、建設予算が下りなかった。また軍部からは先に軍の強化を行なうべきだとして、西郷隆盛などを中心に反対の声も上がっていた。民間からの資本を入れてでも鉄道建設を進めるべきだという声が出たが、実際に鉄道を見ないうちは建設が進まないと考えて、とりあえずモデルケースになる区間として、新たに首都となった東京と国際貿易港となった横浜の間、29 kmの敷設を行うことに1869年（明治2年）に決定した。
遡ること1867年（慶応3年）にはアメリカ公使館員のポートマンが、江戸幕府の老中小笠原長行から「江戸・横浜間鉄道敷設免許」（日本人は土地のみ提供）を受け、明治維新後の新政府に対してその履行を迫ったが、明治政府は「この書面の幕府側の署名は、新政府発足以降のもので、外交的権限を有しないもの」である旨をもって却下している。
当時の日本の国力では自力での建設は無理なので、技術や資金を援助する国としてイギリスを選定した。翌1870年（明治3年）イギリスからエドモンド・モレルが建築師長に着任し、本格的工事が始まった。日本側では1871年（明治4年）に井上勝（「日本の鉄道の父」と呼ばれ、鉄道国有論者としても著名）が鉱山頭兼鉄道頭に就任し、建設に携わった。
1869年12月12日（旧暦11月10日）、政府は、東京・京都間（中山道経由）、東京・横浜間、京都・神戸間、琵琶湖・敦賀間の鉄道建設を決定し、旧暦11月12日（旧暦）、英人レイに1割2分利付100万ポンド借款の起債契約書を公布した。

## 線路敷設と開業

### 線路敷設

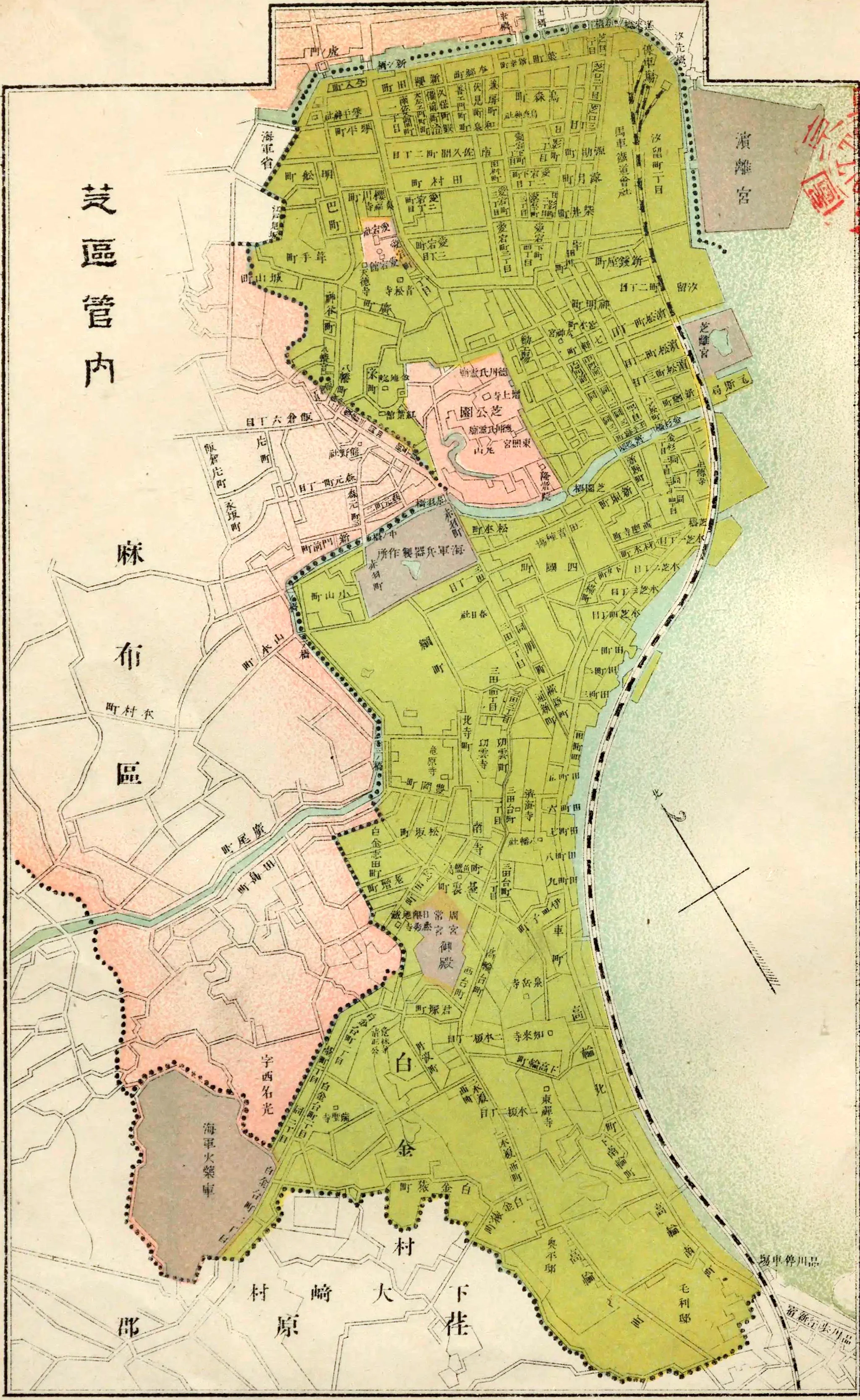
1891年の東京市芝区の地図。海岸沿いに鉄道が建設された（高輪築堤）。

1870年（明治3年）に鉄道敷設のための測量が開始され、同年中には着工された。枕木は当初鉄製を輸入しようと考えていたが、エドモンド・モレルの意向により、加工しやすい国産の木材を用いることになった。予算の問題や今後の鉄道敷設のことを考えると、そのほうがよいと判断されたのである。
路線は工事を容易にするため海岸付近に設定され、河川を渡るため数々の橋が作られたが、開業時の橋は全て木橋であった。なお多摩川（六郷川）の六郷川橋梁については1875年にイギリスで製造された錬鉄製の部材を輸入して1877年に架け替えられた。
また、全線29 kmのうち、1/3にあたる約10 kmが海上線路になった。海岸付近を通る路線のうち田町から品川までの約2.7 kmには海軍の用地を避けるため約6.4 mの幅の堤を建設し、その上に線路を敷設した（高輪築堤）。高輪築堤の工事は1870年に着工し両側は石垣、船が通る箇所4か所には水路が作られた。なお、高輪築堤は明治末期から昭和初期にかけて付近の埋め立てが進んだため正確な位置が分からなくなっていたが、2019年の高輪ゲートウェイ駅西周辺の再開発の際に約1.3 kmにわたって遺構が発見された。
また横浜の、旧神奈川駅から横浜駅（現：桜木町駅）までの約1.4 kmにも、高島嘉右衛門により幅65 m（うち約9 mが線路）の堰堤が建設された。大正時代までに周辺の埋め立てが進んで堰堤は消滅したものの、跡地は現在でも線路や国道16号として使われている。
新橋 - 横浜間の工事については、鉄道拡張に伴って1873年にイギリスから新たに来日した鉄道技師のホルサムが、「端から端まで、作り替えが必要」と、"Eight Years in Japan, 1873-1881"に書いているほどで、ずさんな工事だったことがわかる。

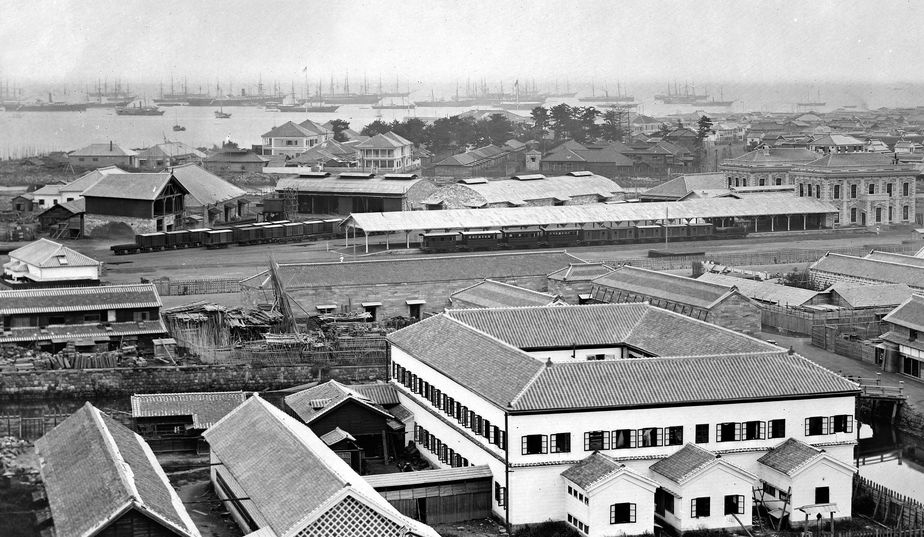
横浜駅（現：桜木町駅）の全景
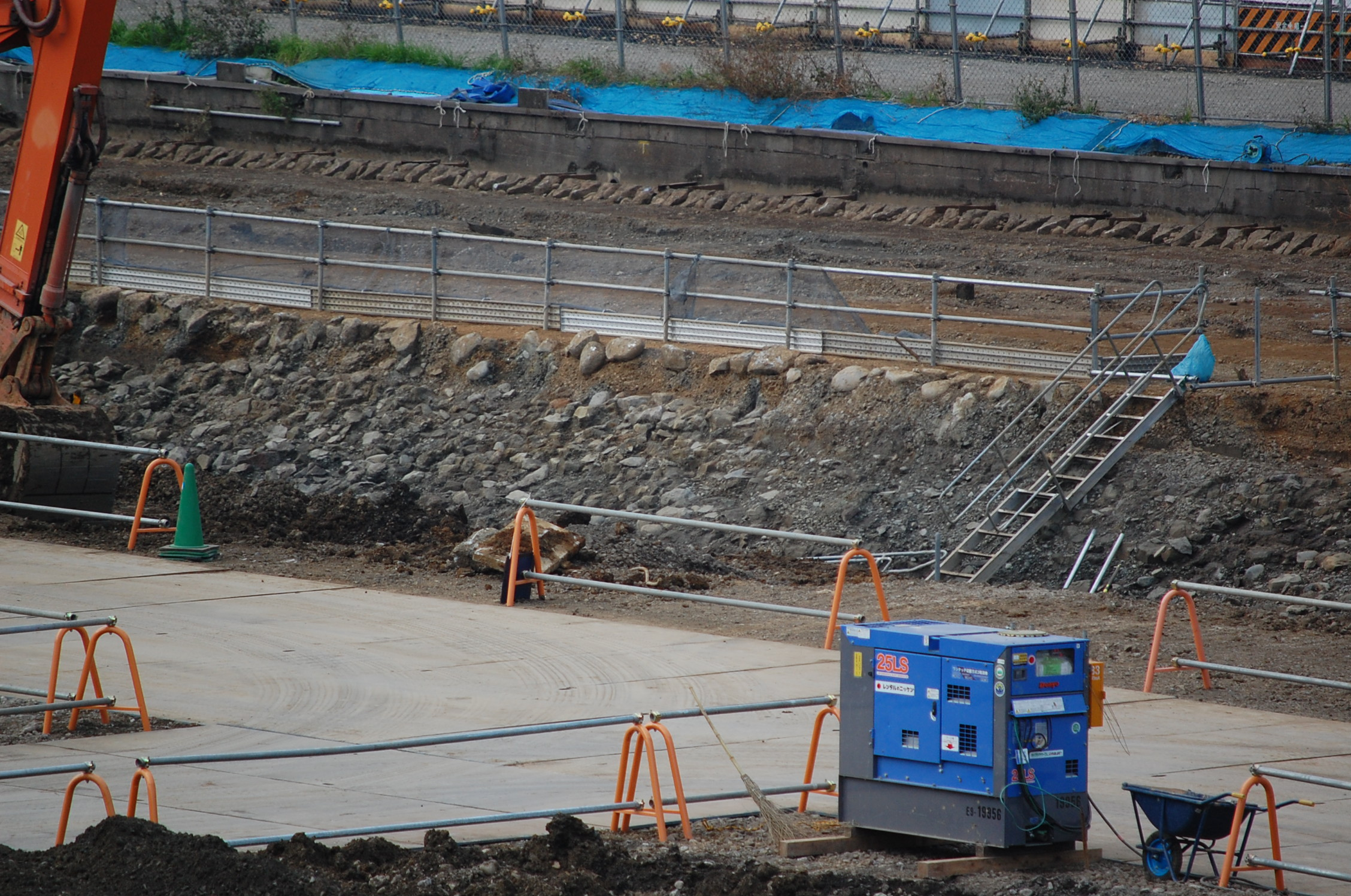
出土した高輪築堤
神奈川駅-横浜駅の堰堤（現在の横浜駅付近）を走る蒸気機関車（梅堂国政「横浜鉄道蒸気出車之図」、1872年）
神奈川駅-横浜駅の堰堤が描かれた地図（1881年）

### 開業までの動き

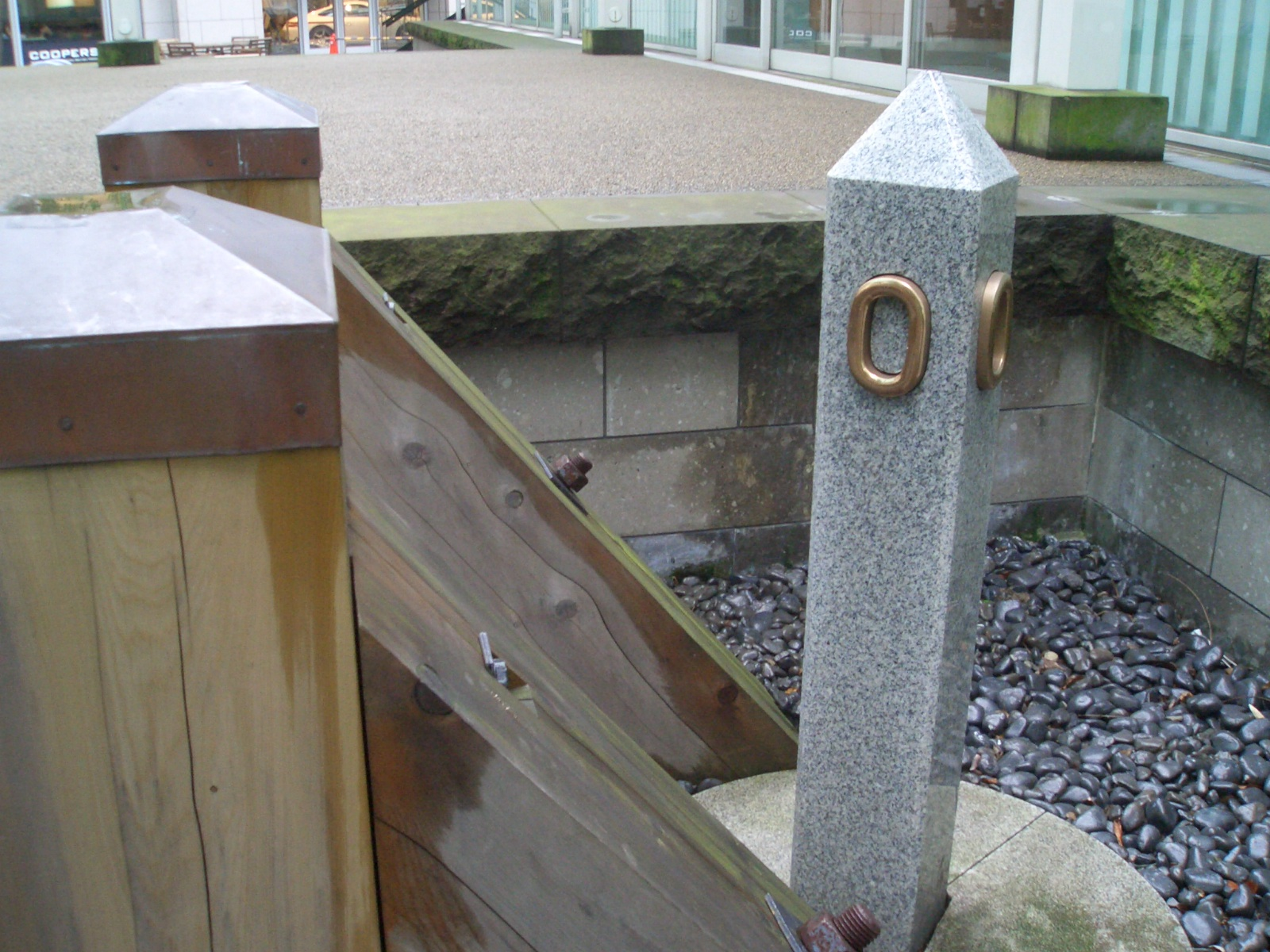
新橋駅0哩標識（鉄道記念物）

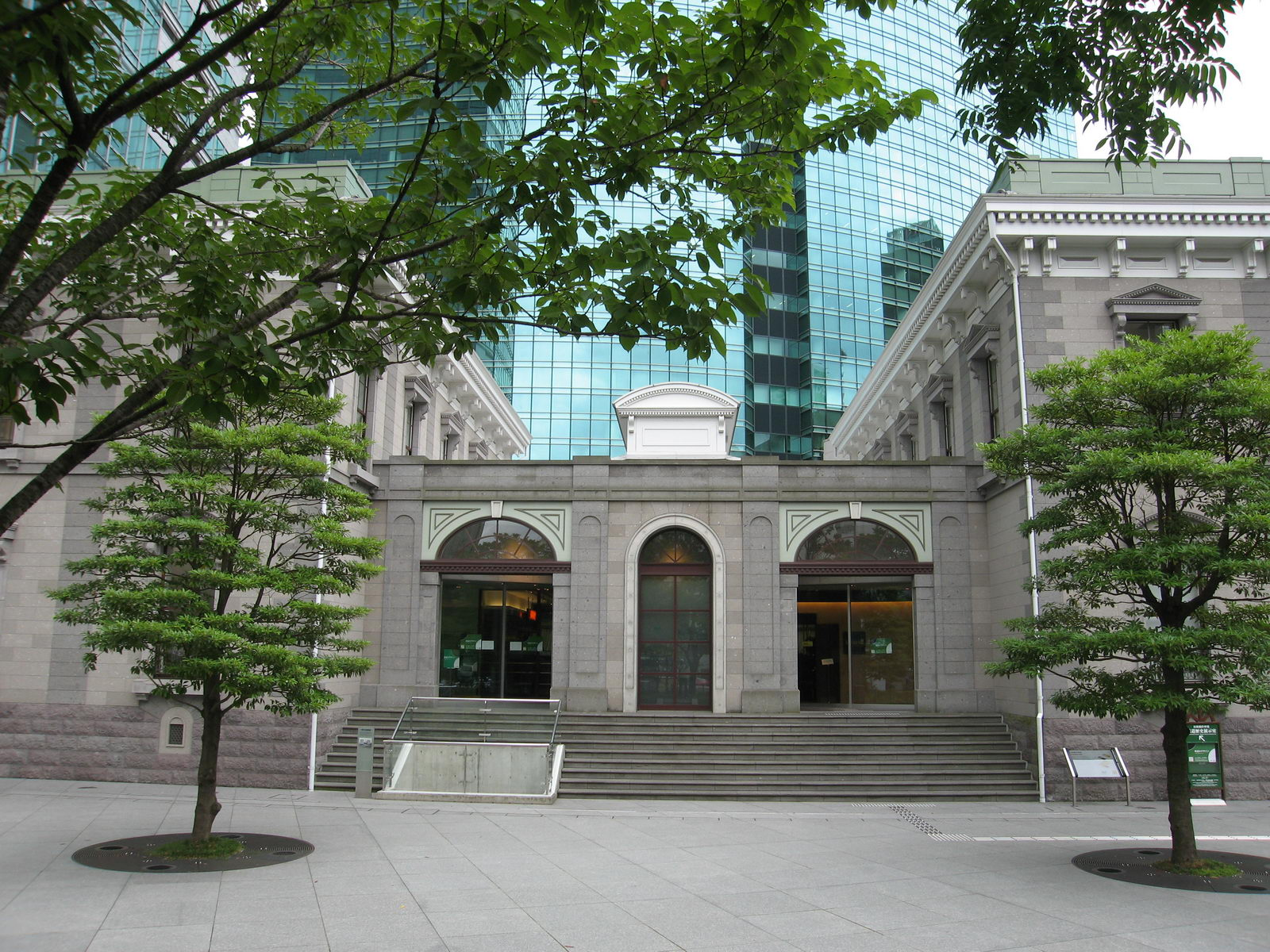
旧新橋停車場 鉄道歴史展示室

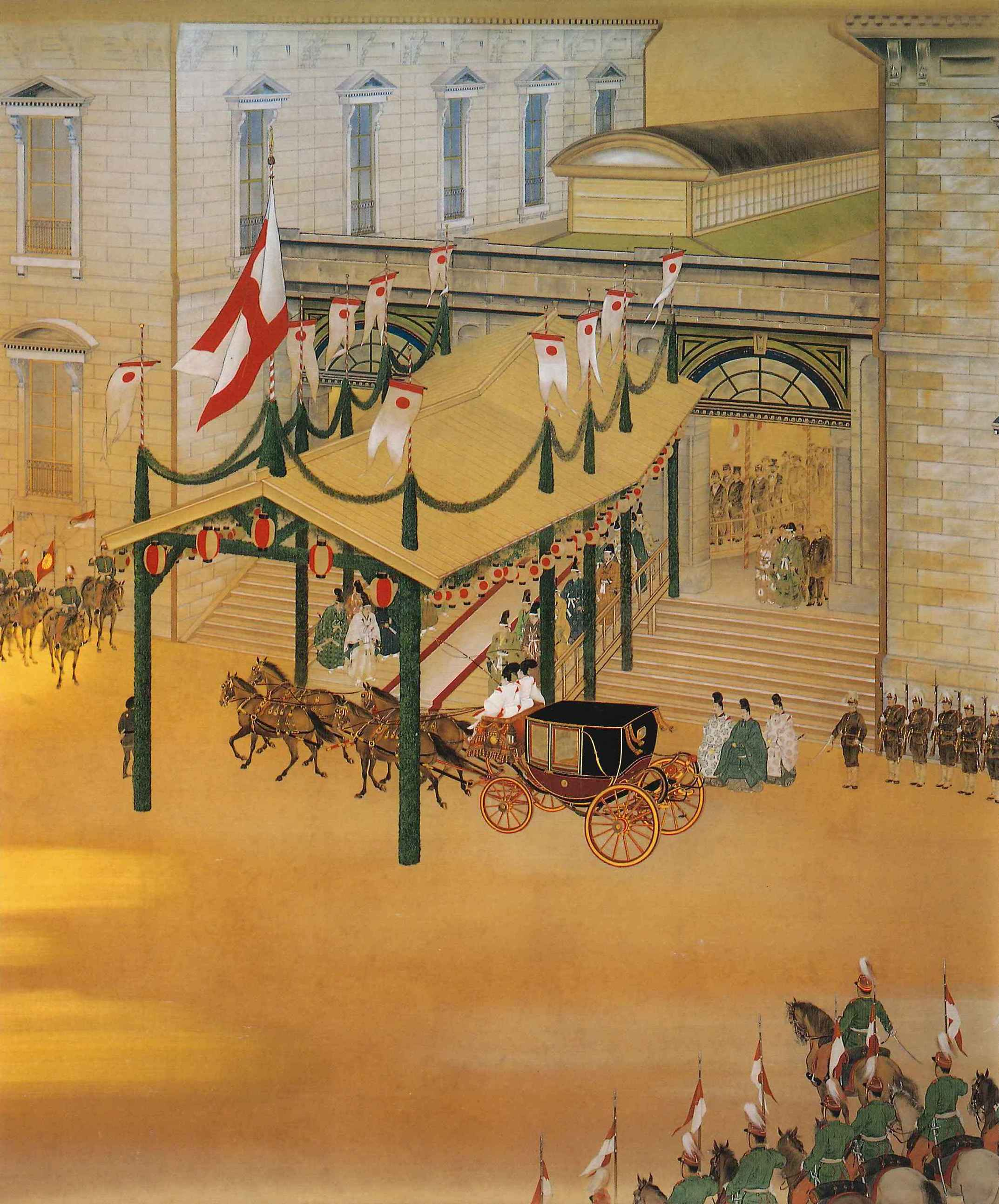
小村大雲筆『京浜鉄道開業式行幸』（聖徳記念絵画館壁画、鉄道省奉納）。鉄道開業式の1872年10月14日、明治天皇が新橋駅に到着した際の情景を描く。

1870年2月6日（旧暦1月6日）、外務卿だった沢宣嘉が、米人ポートマンとの鉄道建設契約の破棄をアメリカ公使に通告し、2月13日（旧暦1月12日）公使は抗議した。旧暦1月、谷暘卿が鉄道建設の建白書を政府に提出した。4月19日（旧暦3月19日）、政府が鉄道掛を設置し、旧暦3月25日に東京・横浜間の測量を開始した。8月26日（旧暦7月30日）、鉄道掛は大阪・神戸間の測量を開始した。
1871年9月28日（旧暦8月14日）、鉄道寮は品川県と神奈川県に対して、線路立入禁止の通達を依頼した。この頃、京浜間の鉄道完成個所で試運転を開始した。
明治政府の太政官は1872年4月5日（旧暦2月28日）に鉄道略則を、6月9日（旧暦5月4日）に鉄道犯罪罰例・改正鉄道略則を制定した。6月12日（旧暦5月7日）、品川・横浜間で鉄道が仮開業した。10月15日（旧暦9月13日）に新橋・横浜間で旅客運輸を開始し、翌1873年9月15日に貨物運輸を開始した。
英国人技師の指導を受けた線路工事が概ね完了し、安全確認と乗務員訓練のため、1872年6月12日（明治5年5月7日）に品川駅 - 横浜駅（現在の桜木町駅）間を仮開業し、一日2往復の列車が運行され、翌13日には6往復になった。しばらく途中駅はなかったが、7月10日に川崎駅と神奈川駅（現在は廃駅）が営業を開始した。
アメリカの鉄道業界誌「American Railroad Journal」は、品川横浜間で営業を開始した後の1872年8月3日号で、「日本の運賃は馬鹿げたほどに高い。一等車一ドル五十セント。二等車一ドル。三等車五十セント。江戸まで開通したところで、安くなると聞いている」と報じている。
正式開業日である1872年の10月14日（明治5年9月12日）には、新橋駅で式典が催された。明治天皇と建設関係者を乗せたお召し列車が横浜まで往復運転した。
| 明治政府        | 明治天皇（国家元首）、有栖川宮熾仁親王（皇族）、三条実美（太政大臣）、井上勝（鉄道頭）、山尾庸三（工部省）、西郷隆盛（参議）、大隈重信（参議）、板垣退助（参議）、勝海舟（海軍）、山縣有朋（陸軍）、江藤新平（司法卿）、渋沢栄一（大蔵省）、大久保一翁（東京府知事） |
| 外国大使        | イタリア全権公使、アメリカ全権公使、イギリス代理公使、フランス代理公使、スペイン代理公使、オーストリア代理公使、ロシア代理公使 |
| 琉球 維新慶賀使 | 伊江朝直（＝尚健、王子/琉球正史）、宜野湾親方朝保（親方/琉球副使)、喜屋武朝扶（親雲上/賛議官）他 新橋駅での鉄道開業式典では､欧州各国の外国大使達の他､維新慶賀使として琉球王朝からも琉球使節が派遣され､お召し列車に乗車した｡                                          |

そして翌10月15日には営業運行が始まった。鶴見駅が開業したのは、この時である。正式開業時の列車本数は1日9往復、全線所要時間は53分、表定速度は32.8 km/hであった。
これを記念し、1922年（大正11年）に10月14日は「鉄道記念日」となった。1994年（平成6年）には運輸省により「鉄道の日」と改称された。

### 開業時の状況

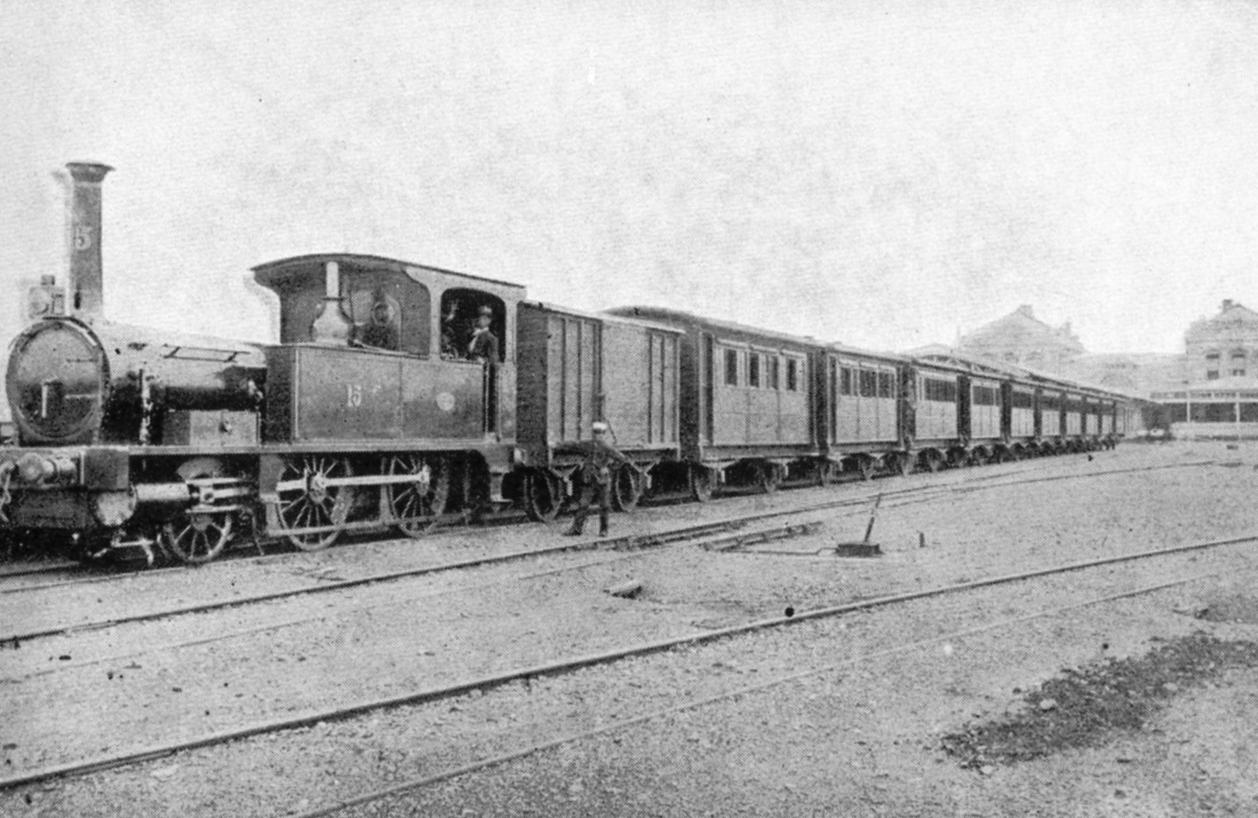
明治初期の列車

当初、正式開業は重陽の節句の10月11日（旧暦9月9日）を予定していたが、当日が暴風雨だったため延期された経緯がある。
開業時の全区間の運賃は上等が1円12銭5厘、中等が75銭、下等が37銭5厘であった。下等運賃でも米が5升半（約10 kg）買えるほど高額なものであったという。6月12日に品川駅 - 横浜駅間で仮開業した際は、上等が1円50銭、中等が1円、下等が50銭であった。これは当時の並駕籠の料金と下等の運賃、早駕籠と上等を大体同じにしたものである。しかし高額で乗客が少なく、7月10日に改訂して、同区間で下等が31銭2厘5毛とした。半端なのは当時1円=1両=4分=16朱という四進法がまだ残存していたからである。
実際の建設に際しては、土木工事は築城経験のある日本の技術が生かされたが、六郷川橋梁だけはイギリス人の指導の下に木造で架橋された。
車輌は全てイギリスから輸入された。蒸気機関車10両は全て車軸配置1Bのタンク機関車で5社の製品を混合使用した。恐らく一社に過度な負担を掛けないようにするのと、各社に利益を分配するという理由があったのではないかとされている。その中で4両あったシャープ・スチュアート社製の機関車が最も使いやすかったといわれている。客車は全て2軸車で、上等車（定員18人）10両、中等車（定員26人）40両、緩急車8両が輸入されたが、開業前に中等車26両は定員52人の下等車に改造された。当時の客車は台車や台枠は鉄製だが壁や屋根を含む本体は木造であり、日本人大工の手によって改造された。
鉄道員には士族が多かったため、乗客への態度は横柄なものであったといわれる。機関車を運転する機関士は外国人であった。また運行ダイヤ作成もイギリス人技師のウォルター・ページに一任されていた。

### 営業成績
開業翌年の1873年（明治6年）の営業状況は、乗客が1日平均4347人、年間の旅客収入42万円と貨物収入2万円、そこから直接経費の23万円を引くと21万円の利益となっている。この結果「鉄道は儲かる」という認識が広まった。また旅客と貨物の比率について、鉄道側に貨物運用や営業の準備不足があったと思われる。

### 1,067 mm軌間採用についての背景
線路の幅（軌間、ゲージ）が欧米の1,435 mm（4 ft 81⁄2 in、標準軌）に比べて狭い1,067 mm（3 ft 6 in、狭軌）になった理由を示す史料は現在残されていない。
1870年4月1日刊イギリスの技師向けの専門誌「The Engineer」に、イギリスが日本に鉄道を作る認可を得た記事が掲載されていて、江戸から大阪まで300マイルを、3フィート6インチ(1067mm)のゲージで作るとあり、測量すら行われる前から、ゲージが決められていたことを示している。だが、その根拠はわからず、いくつかの憶測がある。一つは、イギリスの「影響の範囲」にされていた明治政府に対し、一部の植民地と同じ扱いで選んだとの憶測。もう一つは、イギリスがインドに鉄道建設した際に7フィートと4フィート8.5インチの間（イギリスではまだ、標準ゲージとして法律が作られていない時代）ということで、5フィート6インチになったケース>と同様、英語でいうarbitrary（任意、適当）という憶測。
当時新政府の財政も担当していた大隈重信は「『予算や輸送需要を考えれば狭軌を採用して鉄道を早期に建設すべき』と主張したエドモンド・モレルなどお雇い外国人に説得されてしまった」。大隈自身は軌間というものを当時は理解しておらず、狭軌を採用したことを「一生の不覚であった」とのちに述べている。
もっとも、狭軌だと車両や線路の構造物が小さくなり、建設コストが低いというメリットがある。そのため明治初期の限られた予算で迅速に鉄道網を築き上げるのには、狭軌が適していたとも考えられる。

## 開業時の停車駅
年月日は旧暦ではなく新暦（グレゴリオ暦）で記載する。

### 仮開業時（1872年6月12日）
品川-横浜

### 正式開業前（1872年7月10日）
品川-川崎-神奈川-横浜

### 正式開業時（1872年10月14日）
新橋-品川-川崎-神奈川-横浜

### 一般営業開始時（1872年10月15日）
新橋-品川-川崎-鶴見-神奈川-横浜

## 開業記念事業

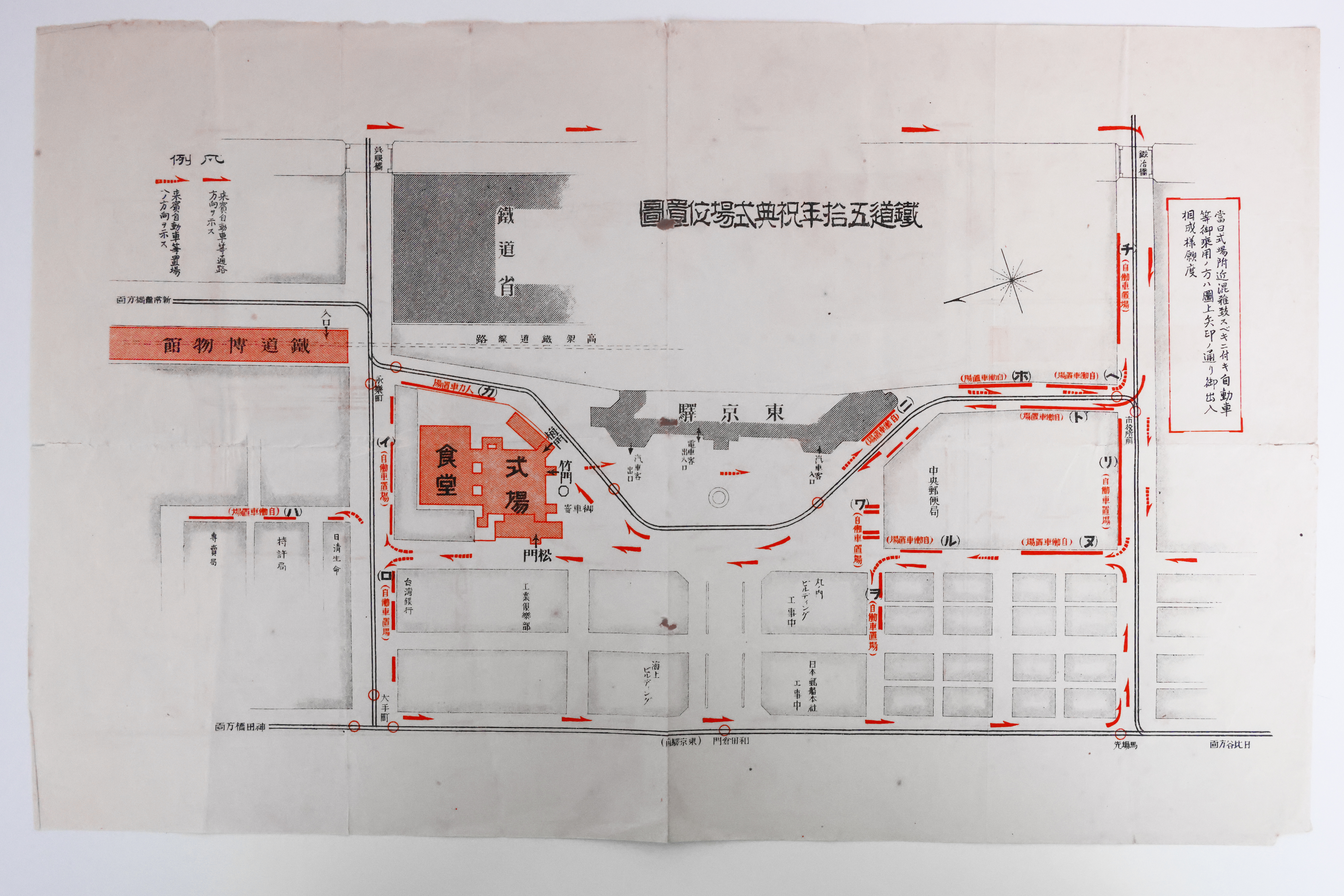
鉄道50年祝典が開催された際の会場配置図

日本の鉄道が1872年（明治5年）10月14日に開業したことにちなんで、節目の年には記念事業が行われている。
開業50周年
1921年（大正10年）10月14日、東京駅で「鉄道50年祝典」を挙行し、南薫造による『鉄道開業式：明治天皇鹵簿新橋着の図』と『鉄道開業式：横浜式場の図』が公開。鉄道博物館（初代）が開館。『日本鉄道史』刊行。
1922年（大正11年）、鉄道省が10月14日を「鉄道記念日」として制定。東京鉄道中学（現 芝浦工業大学附属中学高等学校）開校。
開業70周年
1942年（昭和17年）、『日本鉄道史』の続編や『鉄道大辞典』の刊行が計画されるも、太平洋戦争の激化により中断。『物語日本鉄道史』刊行。
開業80周年
1952年（昭和27年）、各地の機関区で「動く鉄道博物館」を開催。義経号・しづか号（7100形）の復元。『日英米独仏露華対訳鉄道辞典』『鉄道辞典』刊行。
開業85周年
1957年（昭和32年）10月14日、新橋駅汐留口に『鉄道唱歌の碑』を設置。
開業90周年
1962年（昭和37年）、6月15日から7月10日まで東京・晴海の東京国際見本市会場で「伸びゆく鉄道科学大博覧会」を開催。10月19日、青梅鉄道公園開園。『1953/1962 最近10年の国鉄車両』刊行。
開業100周年
1972年（昭和47年）、10月10日に梅小路蒸気機関車館（現 京都鉄道博物館）開館。10月14日・15日に汐留駅 - 東横浜駅 間でC57 7牽引による「鉄道100年記念号」運行。新橋駅日比谷口（SL広場）にC11 292を設置。『日本国有鉄道百年史』『日本国有鉄道百年写真史』刊行。日本テレビが『鉄道100年 大いなる旅路』を制作。
開業130周年
2002年（平成14年）、「鉄道の日」実行委員会が「日本鉄道賞」を制定。
開業140周年
2012年（平成24年）、「鉄道開業140周年」列車の運行。東京駅の復原工事が完了。
開業150周年
2022年（令和4年）、鉄道の日を中心に様々な記念行事や企画が行われた。1月15日に実施された大学入学共通テストの「日本史B」では、第6問として「鉄道開業150年」に関する問題が出題された。
- ウィキメディア・コモンズには、鉄道開業150年に関するメディアがあります。